# Опая
Опая (на гръцки: Οπάγια) е бивше село в Република Гърция на територията на днешния дем Преспа, област Западна Македония.

## География
Селото е било разположено на северозападно от град Лерин (Флорина) в подножието на планината Бела вода близо до Малкото Преспанско езеро.

## История

### В Османската империя
Селото се споменава в османски дефтер от 1530 година под името Опай, спахийски зиамет и тимар, с 32 ханета гяури, 35 ергени гяури и 1 вдовица гяурка.
В XIX век Опая е чисто българското село в Битолска каза на Османската империя. Според статистиката на Васил Кънчов („Македония. Етнография и статистика“) в 1900 година в Опаа живеят 60 жители българи християни.
На Етнографската карта на Битолския вилает на Картографския институт в София от 1901 година Опаа е чисто българско село в Битолската каза на Битолския санджак с 14 къщи.
След Илинденското въстание в началото на 1904 година цялото село (Она) минава под върховенството на Българската екзархия. По данни на секретаря на екзархията Димитър Мишев („La Macédoine et sa Population Chrétienne“) в 1905 година в Опаа (Opaa) има 96 българи екзархисти.

### В Гърция
През Балканската война в селото влизат гръцки части, а след Междусъюзническата война Опая попада в Гърция.
Единствената запазена сграда в селото е църквата „Свети Димитър“ от 1868 година.